# Australian Open de 1980
O Australian Open de 1980 foi um torneio de tênis disputado nas quadras de grama do Kooyong Lawn Tennis Club, em Melbourne, na Austrália, entre 26 de dezembro de 1980 e 4 de janeiro de 1981. Corresponde à 13ª edição da era aberta e à 69ª de todos os tempos.

## Finais

### Profissional
| Categoria | Evento    | Campeã(s)(o/ões)                   | Vice-campeã(s)(o/ões)       | Resultado     | Chave(s)  | Chave(s)       |
| --------- | --------- | ---------------------------------- | --------------------------- | ------------- | --------- | -------------- |
| Simples   | Masculino | Brian Teacher                      | Kim Warwick                 | 7–5, 7–6, 6–3 | principal | qualificatório |
| Simples   | Feminino  | Hana Mandlíková                    | Wendy Turnbull              | 6–0, 7–5      | principal | qualificatório |
| Duplas    | Masculino | Mark Edmondson Kim Warwick         | Peter McNamara Paul McNamee | 7–5, 6–4      | principal | principal      |
| Duplas    | Feminino  | Betsy Nagelsen Martina Navrátilová | Ann Kiyomura Candy Reynolds | 6–4, 6–4      | principal | principal      |

### Juvenil
| Categoria | Evento    | Campeã(s)(o/ões)           | Vice-campeã(s)(o/ões) | Resultado | Chave(s)  | Chave(s)       |
| --------- | --------- | -------------------------- | --------------------- | --------- | --------- | -------------- |
| Simples   | Masculino | Craig Miller               | Wally Masur           | 7–6, 6–2  | principal | qualificatório |
| Simples   | Feminino  | Anne Minter                | Elizabeth Sayers      | 6–4, 6–2  | principal | qualificatório |
| Duplas    | Masculino | William Masur Craig Miller |                       |           | principal | principal      |
| Duplas    | Feminino  | Anne Minter Miranda Yates  |                       |           | principal | principal      |